# Angiodysplazja jelitowa
Angiodysplazja jelitowa – drobna naczyniowa wada rozwojowa jelita, która często jest przyczyną niewyjaśnionego krwawienia w układzie pokarmowym oraz anemii. Zmiany są na ogół liczne i zajmują kątnicę oraz okrężnicę wstępującą, choć pojawiają się również w innych miejscach. Stosuje się leczenie endoskopowe oraz farmakologiczne, rzadziej chorych poddaje się operacji.

## Objawy
Nawet jeśli w niektórych przypadkach występują czarne, smoliste stolce to czasem utrata krwi może być nieznaczna, jak w przypadku anemii. Dodatni wynik testu na krew utajoną w kale świadczy o czynnym krwawieniu. Jeśli krwawienie występuje z przerwami to wynik testu może być ujemny. 

## Rozpoznanie
Angiodysplazję diagnozuje się na podstawie endoskopii – kolonoskopii lub panendoskopii. Mimo że trudno jest zlokalizować zmiany chorobowe, rozpoznanie często stawia się na podstawie endoskopii. Ogromnym ułatwieniem w stawianiu diagnozy stała się nowa metoda – endoskopia kapsułkowa, która w porównaniu z tradycyjną endoskopią umożliwia łatwiejsze dotarcie do jelita cienkiego. Metoda ta polega na połknięciu kapsułki zawierającej kamerę oraz nadajnik radiowy, który przesyła zdjęcia jelita cienkiego do odbiornika pacjenta. 
Angiodysplazje jelita cienkiego mogą również być diagnozowane i leczone za pomocą enteroskopii dwubalonowej. Metoda ta pozwala badać jelito poprzez długą endoskopową kamerę i tubę zakończoną balonami.
Jeśli istnieje kliniczne podejrzenie choroby, a badanie endoskopowe dało ujemny wynik, czasem konieczne jest przeprowadzenie angiografii tętnic krezkowych, co pozwala na wykonanie koniecznego zabiegu w czasie przeprowadzania badania. Inną możliwość daje scyntygrafia, w której po oznaczeniu erytrocytów radioizotopami miejsce krwawienia jest widoczne na gammakamerze. Metoda ta bywa jednak zawodna, jeśli krwawienie nie jest ciągłe lub znaczące.

## Patofizjologia
Z histologicznego punktu widzenia angiodysplazja przypomina teleangiektazję. Rozwój angiodysplazji następuje wraz z wiekiem i nadwerężeniem ściany jelita, co może wpływać na zmianę średnicy jelita oraz rozrastanie się tkanki łącznej.
Angiodysplazja występuje dość często. Ryzyko krwawienia w agiodysplazji wzrasta wraz z zaburzeniami krzepnięcia krwi. Z angiodysplazją wiąże się zespół Heyde’a – tj. występowanie zwężenia zastawki aortalnej oraz krwawienia. W zaburzeniu tym czynnik von Willebranda (vWF) ulega rozpadowi pod wpływem dużych sił ścinających wynikających z burzliwego przepływu krwi przez zastawkę aorty. vWF jest najbardziej aktywny w łożyskach naczyniowych gdy siły ścinające są duże. W przypadku niedoboru vWF zwiększa się ryzyko krwawienia ze zmian o typie angiodysplazji.
Warkentin i współpracownicy twierdzą, że poza zwężeniem zastawki aortalnej inne czynniki sprzyjające ścinaniu mogą zwiększyć ryzyko krwawienia ze zmian o charakterze angiodysplazji.

## Leczenie
W przypadku ostrej niedokrwistości przed przeprowadzeniem planowanych zabiegów należy najpierw przetoczyć krew. Endoskopia jest jednym z  pierwszych metod leczenia angiodysplazji, w których endoskopem przeprowadza się laserowe wypalanie zmian lub argonową koagulację plazmową (APC). Konieczne może być wycięcie uszkodzonej części jelita, jednak zabiegu nie wykonuje się jeśli zmiany są rozległe. W przypadku gdy silnie krwawiące rany są niewidoczne w kolonoskopii, sporadycznie rozważa się utworzenie zatoru za pomocą angiografii.
Jeśli krwawienie występuje w wielu miejscach lub jest trudno dostępne, wymagane jest leczenie farmakologiczne lekami antyfibrynolitycznymi: kwasem traneksamowym lub kwasem ε-aminokapronowym. Aby powstrzymać krwawienie ze zmian jelitowych podaje się również estrogeny, które powodują nadkrzepliwość krwi. Działania niepożądane wywołane przez estrogen mogą być niebezpieczne i nieprzyjemne zarówno dla kobiet jak i dla mężczyzn. Zmiana głosu i powiększenie piersi jest kłopotliwe dla mężczyzn, chociaż u dojrzałych kobiet zaobserwowano wzrost libido oraz złagodzenie objawów okołomenopauzalnych. 
W trudnych przypadkach pomyślnie stosowano oktreotyd i talidomid.
Jeśli zarówno leczenie endoskopowe jak i farmakologiczne nie przyniosło pozytywnego rezultatu, jedynym sposobem na zatamowanie krwotoku może być operacja.

## Klasyfikacja ICD10
| kod ICD10     | nazwa choroby                 |
| ------------- | ----------------------------- |
| ICD-10: K55   | Naczyniowe choroby jelit      |
| ICD-10: K55.2 | Angiodysplazja jelita grubego |